# Hybolasius genalis
Hybolasius genalis là một loài bọ cánh cứng trong họ Cerambycidae.